# Naoki Yamamoto
Naoki Yamamoto (em japonês: 山本尚貴; Utsunomiya, 11 de julho de 1988) é um automobilista japonês que atualmente compete nos campeonatos de Super GT e Super Fórmula. Ele ganhou o campeonato de Super Fórmula em 2013 e 2018 e o campeonato de Super GT em 2018. Em 2018, ele se tornou o primeiro piloto a vencer os títulos de Super Fórmula e Super GT no mesmo ano em 14 anos. Seus sucessos nas duas categorias lhe permitiram alcançar o limiar de 40 pontos exigido para a superlicença na Fórmula 1. Ele pilotou pela Toro Rosso na primeira sessão de treinos do Grande Prêmio do Japão de 2019, completando o máximo de voltas na sessão e estabelecendo um tempo de volta mais rápido, a apenas 0,1s do tempo mais rápido de seu companheiro de equipe mais experiente.